# سیارک ۱۸۷۹۰
سیارک ۱۸۷۹۰ (به انگلیسی: 18790 Ericaburden، نامگذاری:1999JG57) هجده هزار و هفتصد و نودمین سیارک کشف شده‌است که در ۱۰ مه ۱۹۹۹ کشف شد.
قدر مطلق سیارک برابر ۱۶.۲ است.